# タミヤRCカーグランプリ
『タミヤRCカーグランプリ』（タミヤアールシーカーグランプリ）は、タミヤ(旧：田宮模型)の関与する以下2つの事柄の名称である。
- RCレースイベント：タミヤが主催している自社RCカーによるレースイベントである。全国各地で開催されている[1]。
- TV番組：えすと制作によりテレビ東京系列局ほかで放送されていた、タミヤ一社提供のテレビ番組。製作局のテレビ東京では1984年10月5日から1999年3月28日まで放送。

本項目では主にTV番組について記載する。

## 概要
テレビ番組としての『タミヤRCカーグランプリ』は静岡市に本社を有している田宮模型で開催されるRCカーを使ったレース大会の模様を中心として、田宮模型やその他番組スポンサーに関連した情報も織り込んだ番組で、後に当時ブームであったミニ四駆の各地で行われたレース大会の模様（ジャパンカップなど）も紹介していた。
田宮模型一社提供番組であったが、田宮模型の商品を構成するモーターを製造する会社（例としてマブチモーターなど）や、ラジオコントロールカーの操縦装置（リモコン、プロポなど）を製造する会社がPTで提供をしていた番組でもあり、また一部地域では番組名に田宮模型（タミヤ）の冠が乗せられていても、地元のローカルスポンサーが提供している例、あるいは同社製品を販売している模型店の提供となっている例もあった。
番組の企画構成に起用された木崎徹が、「リモコンカー」や「ラジコンカー」ではつまらないので新しいイメージにしたいという制作サイドの要求に「RCカー」はどうか？と提案し、これが採用された。
主題歌も苦楽健人名義で作詞し、『笑っていいとも!』のテーマを書いた伊藤銀次に作編曲を依頼し、声優の日高のりこが唄った「潮風のサーキット」は番組終了まで使用された。ナレーションに小倉智昭を起用したのも、木﨑のイメージの中でほかにいなかった。
1999年3月をもって番組終了し、15年の歴史に幕を閉じた。レギュラー放送終了後もスペシャルやアクトオンTVで放送されていた。ただし、イベントとしてのタミヤ主催の「タミヤRCカーグランプリ」は継続している。
2025年4月12日、タミヤのRCカー参入50周年を記念し、タミヤサーキット（静岡市駿河区）にて「タミヤRCカーグランプリ Special」が開催され、日高のり子・前ちゃん・滝博士といったかつてのレギュラー出演者も登場した。

## 出演者

### 歴代リポーター
- 大野香菜（開始 - 1986年9月）
- 日髙のり子（1986年10月 - 1990年5月） - 本番組のOPテーマ「潮風のサーキット」と同番組のEDテーマ「TRY TO JUMP 〜あきらめないで」を歌唱。1998年ではアニメ『爆走兄弟レッツ&ゴー!!MAX』の主人公の一人・一文字烈矢を演じる。
- 前田靖幸（1988年4月 - 1994年3月） - 1986年より田宮模型の名物開発スタッフとして「前ちゃん」の愛称で番組に登場。巧みな話術を買われ1988年より社員ながら正式にレギュラーの司会･解説役に起用される。なお、現在はタミヤを退社し、スクウェア（現：スクウェア・エニックス）、楽天、AQインタラクティブを経て、ユビキタスエンターテインメントに勤務している。
- 小林彩子（1990年5月 - 1991年5月） - テーマソング「好きさ好きさ好きさ」を歌唱。
- 春風亭昇太（1994年4月 - 終了） - タミヤ本社が所在する静岡県出身。
- 吹田明日香（1991年5月 - 1995年7月）
- 細木美和（1995年8月 - 1997年3月）
- はしのえみ（1997年4月 - 終了）

### 田宮模型関係者
- 滝博士（滝文人）
- ミニ四ファイター（初代）
- ミニ四ファイター（2代目）
- メカニックマン
- ドクターマン

### ナレーター
- 小倉智昭（開始 - 1994年） - 『どうーなってるの?!』や『とくダネ!』など、フジテレビのキャスターを中心に活動するためと、40歳を超えて「お兄さん」という肩書に無理があるとして、降板。
- ケン川島（1994年 - 1995年）
- 関口伸（1995年 - 終了）

## スタッフ
- 構成：木崎徹（「苦楽健人」名義の時期もある）、須永修一郎、今村良樹、佐藤佳子、米沢秀樹、久保寺岳、西本満博、今瀧博之ほか
- 技術協力：クリエイティブフォース → ヌーベルバーグ
- 編集MA：オムニバス・ジャパン
- 音効：スポット
- ディレクター：山口博之、松尾隆司、高野透矢、石井秀和
- プロデューサー：宮崎明子、近藤伯雄、中村経臣、倉林伸介、岩下仁士、新村正夫（テレビ東京）、藤本鐵男、曽根市朗、磯和伸明、仲野久、成岡哲男、小塩佳宏（えすと）
- 協力：小学館
- 制作協力：グレートデン
- 製作：テレビ東京、EST→えすと

## 放送時間
いずれもテレビ東京の時間帯とする（出典：）。
| 期間                           | 放送時間（日本時間） | 放送分 |
| ------------------------------ | -------------------- | ------ |
| 1984年10月5日 - 1985年12月27日 | 金曜 17:55 - 18:15   | 20分   |
| 1986年1月10日 - 1989年3月31日  | 金曜 18:00 - 18:20   | 20分   |
| 1989年4月5日 - 1990年3月28日   | 水曜 18:00 - 18:20   | 20分   |
| 1990年4月2日 - 9月24日         | 月曜 17:00 - 17:20   | 20分   |
| 1990年10月1日 - 1992年3月30日  | 月曜 7:20 - 7:50     | 30分   |
| 1992年4月6日 - 1993年3月29日   | 月曜 7:00 - 7:30     | 30分   |
| 1993年4月4日 - 1999年3月28日   | 日曜 7:00 - 7:30     | 30分   |

## 放送局
| 放送対象地域   | 放送局         | 備考 |
| -------------- | -------------- | --- |
| 関東広域圏     | テレビ東京     | 制作局 |
| 北海道         | テレビ北海道   | 1989年10月開局。開局当初から1990年3月28日までは同時ネット。 1990年4月6日から同年9月28日までは金曜 7:50 - 8:10に遅れネット。 1990年10月1日以降は同時ネットに戻る。 |
| 愛知県         | テレビ愛知     | |
| 大阪府         | テレビ大阪     | |
| 岡山県・香川県 | テレビせとうち | 1985年10月開局 |
| 福岡県         | TXN九州        | 現・TVQ九州放送 1991年4月開局 |

| 放送対象地域   | 放送局                                 | 備考 |
| -------------- | -------------------------------------- | --- |
| 北海道         | 北海道文化放送（FNS）                  | 1985年4月27日から1989年9月30日まで 開始当初から1985年9月28日までは土曜 6:55 - 7:15、 1985年10月5日から同年12月28日までは土曜 6:25 - 6:45、 1986年1月4日のみ土曜 6:35 - 6:55、 1986年1月11日から同年9月27日までは土曜 6:40 - 7:00、 1986年10月4日から1987年3月28日までは土曜 6:25 - 6:45、 1987年4月5日から1989年9月24日までは日曜 8:35 - 8:55、 最終回は1989年9月30日 6:10 - 6:30に放送。 |
| 青森県         | 青森テレビ（JNN） →青森朝日放送（ANN） | 開始時期不詳 |
| 秋田県         | 秋田テレビ（FNS） →秋田朝日放送（ANN） | 開始時期不詳 |
| 岩手県         | 岩手放送（JNN）                        | 現・IBC岩手放送 途中打ち切り |
| 宮城県         | 仙台放送（FNS）                        | 途中打ち切り |
| 山形県         | 山形テレビ（ANN）                      | 1993年3月まではFNS系列 1993年10月時点では、木曜 16:30 - 17:00にて放送 |
| 福島県         | 福島テレビ（FNS）                      | 1997年12月時点では、木曜 15:55 - 16:25にて放送 |
| 新潟県         | 新潟総合テレビ（FNS）                  | 現・NST新潟総合テレビ 1993年3月時点では、日曜 7:30 - 8:00にて放送 |
| 長野県         | 長野放送（FNS）                        | 1989年3月時点では、金曜 16:40 - 17:00にて放送 |
| 静岡県         | テレビ静岡（FNS）                      | 番組収録地当該局（1週遅れ） 日曜 6:40 - 7:00（47回まで） 日曜 6:25 - 6:55（48回以降） 日曜 6:15 - 6:45（1997年12月時点） |
| 富山県         | 富山テレビ（FNS）                      | 開始時期不詳 1990年4月2日までは月曜 16:10 - 16:30、同年4月9日からは月曜 16:25 - 16:45。1999年3月31日の最終回時点では水曜 16:00 - 16:30にて放送。 |
| 石川県         | 北陸放送（JNN）                        | 開始時期不詳 1997年12月時点では、土曜 6:00 - 6:30にて放送。 1999年4月10日最終回時点では土曜 17:00 - 17:30にて放送。 |
| 福井県         | 福井テレビ（FNS）                      | 開始時期不詳 1997年12月時点では、土曜 6:00 - 6:30にて放送。 |
| 岐阜県         | 岐阜放送（独立局）                     | TamTam1社提供 |
| 滋賀県         | びわ湖放送（独立局）                   | 1997年12月時点では、日曜 10:00 - 10:30にて放送 |
| 奈良県         | 奈良テレビ（独立局）                   | 途中打ち切り |
| 和歌山県       | テレビ和歌山（独立局）                 | |
| 広島県         | テレビ新広島（FNS）                    | 1997年12月時点では、日曜 6:15 - 6:45にて放送 |
| 島根県・鳥取県 | 山陰放送 （JNN）                       | 1987年4月放送開始 1997年12月時点では、火曜 16:30 - 17:00にて放送 |
| 愛媛県         | 南海放送 （NNS）                       | 1987年8月放送開始 1997年12月時点では、日曜 7:30 - 8:00にて放送 |
| 福岡県         | RKB毎日放送（JNN)                      | 開始時期・放送時間不詳 |
| 長崎県         | ネット局不明                           | 開始時期・放送時間不詳 |
| 熊本県         | 熊本放送（JNN）                        | 1987年4月放送開始 - 途中打ち切り |
| 鹿児島県       | 鹿児島テレビ（FNS）                    | 開始時期不詳 1994年3月まではNNS系列とのクロスネット 1997年12月時点では、日曜 6:15 - 6:45にて放送 |
| 沖縄県         | 琉球朝日放送（ANN）                    | 開始時期不詳 1997年12月時点では、土曜 6:00 - 6:30にて放送 |

番組のメイン部分の収録は静岡市内で行われていたが、静岡地区にはテレビ東京系ネット局がなかったため、フジテレビ系のテレビ静岡がネットしていた。このため、静岡地区ではテレビ東京での同時ネット時間帯から数日置いた日曜日早朝という時間帯に（スポンサードネットで）放送されていた。
テレビ東京系列局がある地域以外では他系列局での時差放送となったが、収録地当該局であるテレビ静岡を筆頭に、フジテレビ系列局でのネット放送が目立つ。

## スペシャル版司会
- 高橋里華
- 雨宮朋絵
- 内山信二